# Luis Díaz Viana
Luis Nicanor Pablo Díaz González-Viana (Zamora, junio de 1951) es un antropólogo, filólogo y escritor español. Es considerado un pionero de la antropología española especializado en cultura popular, etnología e identidades. Es Catedrático emérito e investigador del Consejo Superior de Investigaciones Científicas (CSIC). Ha publicado numerosos libros y artículos científicos así como, en su faceta de escritor, novelas y libros de poemas. Ha recibido el Premio Castilla y León de las Ciencias Sociales y Humanidades 2015 por su trayectoria en el campo de la antropología social y cultural. Es consejero del Instituto de la Cultura Tradicional Segoviana Manuel González Herrero.

## Formación e investigación
Díaz Viana cursó estudios de Filología Románica en la Universidad de Valladolid licenciándose en 1977. Obtuvo el grado de Doctor en el año 1979 con la tesis titulada El Romancero Oral en la provincia de Valladolid (tesis publicada en los dos primeros volúmenes de Catálogo Folklórico de la Provincia de Valladolid). Fue catedrático de Instituto de Enseñanza Secundaria en Soria consiguiendo la plaza de profesor titular de Antropología Social de la Universidad de Salamanca en 1992, puesto que desempeñó hasta 1995.
Es profesor de investigación del Consejo Superior de Investigaciones Científicas (CSIC) en el que ingresó como colaborador científico en 1995. Fue Jefe del Departamento de Antropología de España y América, adscribiéndose posteriormente al área de antropología del Instituto de Lengua, Literatura y Antropología del Centro de Ciencias Humanas y Sociales del CSIC. Desde el año 2013 desempeñó su labor de investigador en el Instituto de Estudios Europeos (Universidad de Valladolid) (IEE) como personal desplazado temporalmente (conforme a convenio CSIC-Universidad de Valladolid) y del que es miembro de honor. Es presidente de la Comisión Académica del Consejo Social y miembro del Consejo de Gobierno de la Universidad de Valladolid.
Ha sido investigador asociado de la Universidad de Berkeley desde 1982 hasta 1984. También ha estado como profesor invitado en Berkeley, en la Universidad de Texas en Austin y en la Universidad de California en Los Ángeles de los Estados Unidos y en la Universidad Nacional Autónoma de México (UNAM).
Luis Díaz fundó en 1978 el 'Centro Castellano de Estudios Folklóricos' con sede en la Casa de Zorrilla de la ciudad de Valladolid. Entre los años 1984 y 1987 fue el responsable de la 'Sección de Estudios Etnológicos de la Consejería de Educación y Cultura' de la Junta de Castilla y León, dirigiendo durante ese período varios cursos sobre cultura popular organizados en colaboración con la Universidad de Valladolid. Promovió en 1985 el primer 'Congreso científico sobre Etnología y Folklore de Castilla y León' y en 1999 el 'Primer coloquio internacional de literatura de cordel'. Ha presidido el Comité Organizador del 'XII Congreso de Antropología de la Federación de Asociaciones de Antropología' del Estado español celebrado en León en el año 2011.
Es miembro del Consejo de Redacción de la Revista de Dialectología y Tradiciones Populares (CSIC), y director de la Colección de Fuentes Etnográficas De acá y de allá (CSIC). Es o ha sido miembro de distintas instituciones: Florián de Ocampo, Centro de Estudios Sorianos, Seminario de Estudios Narrativos de la Universidad Católica del Perú, European Association of Social Anthropology (EASA), 'World Council of Anthropological Associations' (WCAA), además de Presidente electo de la “Asociación de Antropología de Castilla y León”, que contribuyó a fundar en 1989. También es evaluador del Standing Committee for Humanities de la European Science Foundation.
Participó en el proyecto de investigación del CSIC 'Fuentes de la etnografía española' dirigido por Julio Caro Baroja a quien, junto a los profesores de la Universidad de Berkeley Stanley Brandes y el folclorista Alan Dundes, considera uno de sus maestros. A mediados de los años 80 promovió con María Cátedra la investigación en antropología urbana. Ha formado parte de los equipos de investigación de 'El archivo del Duelo' –sobre las expresiones populares que tuvieron lugar tras los atentados del 11 de marzo de 2004- o 'Justicia, Memoria, Narración y cultura'.
Ha dirigido el proyecto de investigación 'El retorno a la tierra. ¿Dónde mejor que aquí? Dinámicas y estrategias de los retornados al campo en Castilla y León' (2013). Desde 2012 codirige en la Universidad de Valladolid, con Dámaso Javier Vicente Blanco, el 'Curso Europeo de Formación en Gestión del Patrimonio Cultural Inmaterial' y dirige el equipo de investigadores que realizan los pre-inventarios etnográficos de tres provincias de Castilla y León. En 2016 se publicó el libro El patrimonio cultural inmaterial de Castilla y León: propuestas para un atlas etnográfico (CSIC) que recoge los trabajos de varios autores y que se constituye como guía, atlas etnográfico y catálogo etnológico de Castilla y León.
En 2022 se publica por la Universidad de Valladolid el libro homenaje, con artículos de numerosos autores, “Salvajes” de Acá y de Allá: memoria y relato de Nos-otros. Liber amicorum Luis Díaz Viana.

## Pensamiento
Desde las primeras publicaciones en los años 70 del siglo XX Díaz Viana reivindicó la importancia de la tradición filológica de los estudios de folklore; señalando la importancia de las primeras aportaciones de antropólogos foráneos para la historia de la antropología española.
Para el antropólogo del análisis de las recopilaciones de folclore se deduce que la concepción de la tradición y lo tradicional es una invención histórica reciente fijada en un canon construido culturalmente a partir del 
romanticismo y tiene unas fuertes implicaciones ideológicas.
El antropólogo Díaz Viana denuncia la aculturación actual cuando se acepta sin crítica la sobremodernidad -fetichismo tecnológico y lógica del progreso económico- que inevitablemente nos aleja de lo humano. Además critica las propuestas para proteger el medio rural: un modelo conservacionista de la naturaleza, de los paisajes y del campo que ha dejado a las gentes que aún viven en este como figuritas de un Belén, presas en postales que algunas administraciones mantienen ahí para ser visitadas.

## Novelas
Su segunda novela, Todas nuestras víctimas, fue finalista del Premio de la Crítica de Castilla y León en 2019.

## Publicaciones de Luis Díaz Viana
Artículos

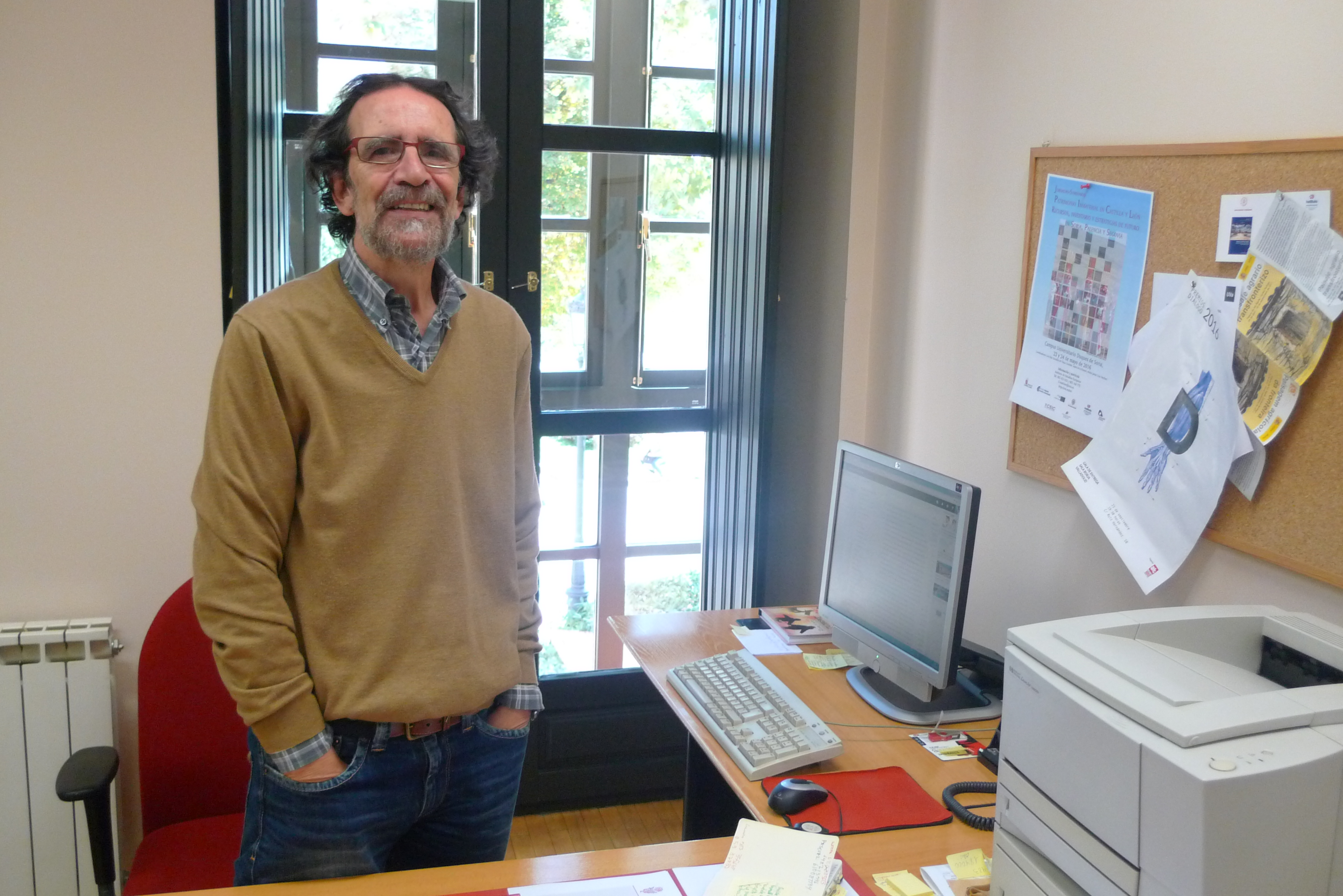
Luis Díaz Viana en el Instituto de Estudios Europeos (Universidad de Valladolid), 2016

Pueden consultarse numerosos artículos del autor en:
- Dialnet
- CSIC-CCHS Archivado el 17 de octubre de 2018 en Wayback Machine.

Libros
- 1978-1982 - Catálogo Folklórico de la Provincia de Valladolid (cinco volúmenes);
- 1984 - Rito y tradición oral en Castilla y León;
- 1985 - Canciones populares de la Guerra Civil (reeditado en 2007);
- 1988 - Aproximación antropológica a Castilla y León;
- 1992 - Cuentos populares de España;
- 1996 - Etnología y folklore de Castilla y León;
- 1997 - Castilla y León: imágenes de una identidad;
- 1999 - Los guardianes de la tradición. Ensayos sobre la ‘invención’ de la cultura popular (1999);[13]
- 2000-2001 - Palabras para el pueblo. Aproximación general a la literatura de Cordel, 2 vols.
- 2003 - El regreso de los lobos: la respuesta de las culturas populares a la era de la globalización;
- 2004 - El nuevo orden del caos: consecuencias socio-culturales de la globalización;
- 2008 - La tradición como reclamo: Antropología de Castilla y León, en colaboración con Pedro Tomé Martín;
- 2008 - Leyendas populares de España. De los antiguos mitos a los rumores por Internet;
- 2008 - Narración y memoria. Anotaciones para una antropología de la catástrofe.
- 2016 - El patrimonio cultural inmaterial de Castilla y León: propuestas para un atlas etnográfico, varios autores , CSIC. Edición a cargo de Luis Díaz Viana; Dámaso Javier Vicente Blanco, ISBN 978-84-00-10094-0
- 2017 - Miedos de hoy: Leyendas urbanas y otras pesadillas de la sobremodernidad, ISBN 978-84-946681-9-7.[18]

Poesía, novela y obra gráfica
- 1992 - Habitación en Berkeley, (poesía).
- 1996 - Pagano refugio, (poesía).[4]
- 2010 - Los últimos paganos (novela), Ediciones del Viento.
- 2015 - En Honor de la quimera (recopilación de obra poética), Devenir /Juan Pastor editor.
- 2016 - Paganos (poesía); con pictografías del propio autor, editorial Páramo.[19][20]
- 2018 - Los últimos paganos (Versión dramática), Luis Díaz Viana y Agustín Iglesias, Diputación de Valladolid.[21]
- 2018 - Todas nuestras víctimas (novela), Editorial Difácil ISBN 978-84-92476-68-8, Editorial Páramo ISBN 978-84-948403-5-7.[17]

#### Libro homenaje
- 2022 - “Salvajes” de Acá y de Allá: memoria y relato de Nos-otros. Liber amicorum Luis Díaz Viana. Vicente Blanco, Javier Dámaso, Pedro Tomé Martín, Ignacio Fernández Mata y Susana Asensio Llamas. Universidad de Valladolid.

## Premios
Entre los reconocimientos recibidos por el antropólogo Luis Díaz Viana se pueden señalar:
- Medalla de Bronce del CSIC,
- Premio “Numancia” de Periodismo (1982),
- Premio Nacional de Investigación Cultural “Marqués de Lozoya” del Ministerio de Cultura al mejor artículo (1987),[4]
- Premio Nacional de Folklore “Agapito Marazuela” (2006),
- Premio de Novela “Ciudad de Salamanca” (2009) por su obra Los últimos paganos,[22]
- Premio Castilla y León de las Ciencias Sociales y Humanidades 2015 a toda su trayectoria.[23][4]
- Premio Diálogo 2016 por su trayectoria individual de la Asociación Ateneo Cultural "Jesús Pereda" de CCOO Castilla y León.[24][25]
- Premio Racimo a la trayectoria literaria (2022)